# Dinastía tughlaq
La dinastía tughlaq (en árabe: طغلاق‎, romanizado: Ṭughlāq) también llamada Tughluq o Tughluk, fue una dinastía musulmana turco-Pakistaní que reinó en el sultanato de Delhi en la India medieval. Ocupó el trono del sultanato en el 1320, cuando Ghazi Malik se hizo con el poder en Delhi y se hizo llamar Ghiyath al-Din Tughluq. La dinastía perdió el poder en 1413.
Extendió sus dominios mediante una campaña militar que dirigió Muhammad bin Tughluq y alcanzó su apogeo entre 1330 y 1335. Señoreó la mayor parte del subcontinente indio.

## Obtención del poder en Delhi

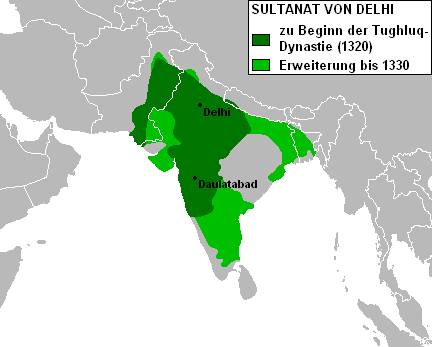
Expansión y expansión territorial del Sultanato de Delhi a principios de la dinastía Tughluq (ca. 1320-1330)

La dinastía Khilji rigió el sultanato de Delhi hasta el 1320. El último soberano de la casa, Jusro Kan (Cosroes), era un hindú que se había convertido por la fuerza al islam y había servido a los señores del sultanato en calidad de general. Junto a Malik Kafur, dirigió numerosas campañas en nombre de Alaudín, tanto para extender el territorio sometido al sultán como para saquear los reinos indios que no eran musulmanes.
Hubo una serie de detenciones y de asesinatos tras la muerte por enfermedad de Alaudín en el 1316. Jusro Kan se hizo finalmente con el poder en junio del 1320 tras matar al licencioso hijo del difunto Alaudín, Mubarak Jalyi. No pudo contar, empero, con el respaldo de la nobleza de Delhi, que solicitó la venida del gobernador de Punyab, Gazi Malik para derrocarlo. En efecto, en el 1320, Gazi Malik atacó la ciudad, dio muerte a Jusro Kan y se hizo con el poder.

## Guiyasudin Tughlaq (r. 1321-1325)
Tras hacerse con el poder, Gazi Malik se hizo llamar Guiyasudin Tughlaq, de donde tomó el nombre la dinastía. Algunas veces también se le llama Tughlak Sha. Tenía origen turco-indio: su padre era un esclavo mameluco turco y su madre era hindú.

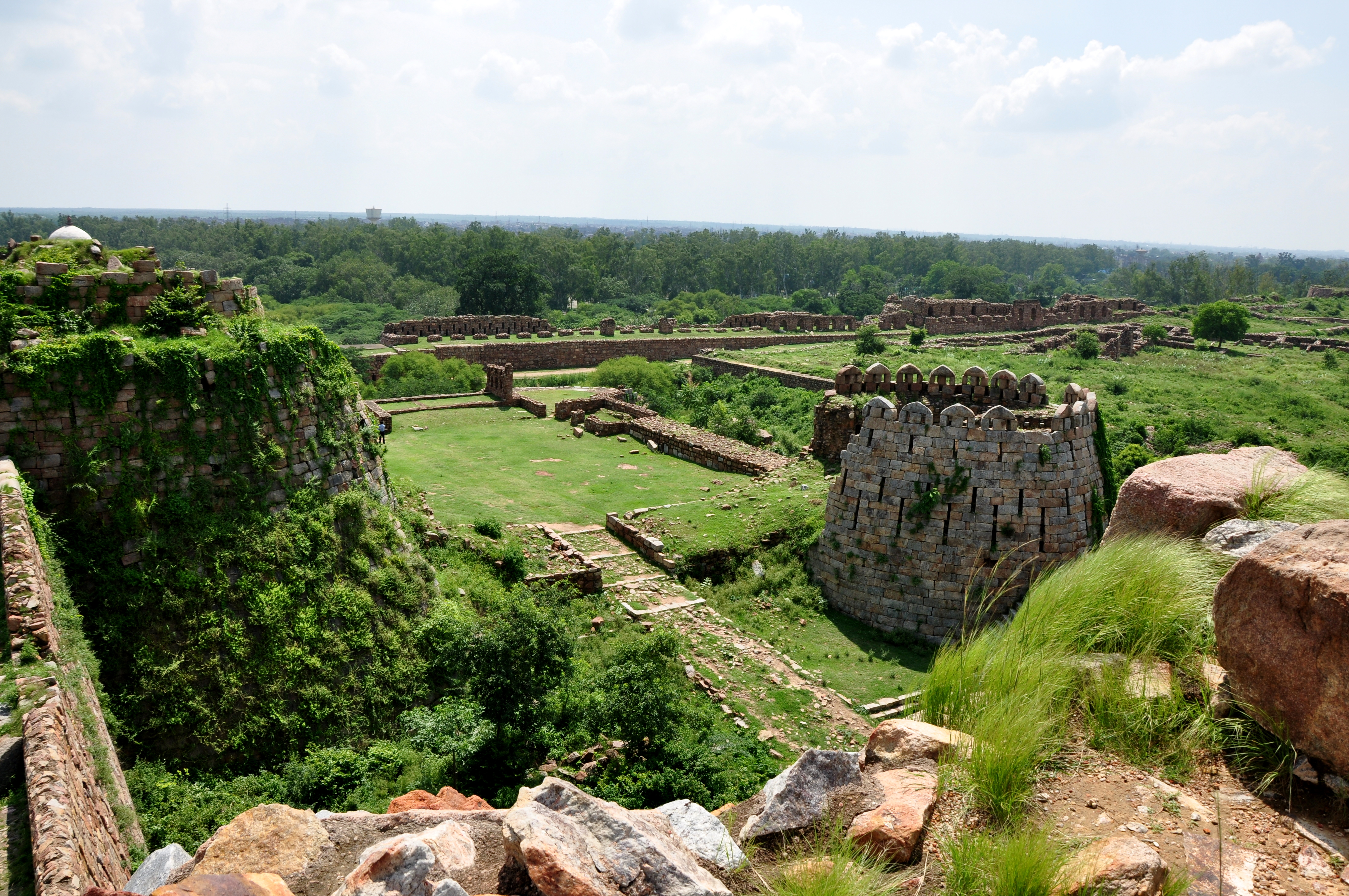
Guiyasudin Tughlaq ordenó la construcción de Tughlakabad cerca de Delhi, ciudad con un fuerte que debía servir de protección a esta frente a los posibles ataques mongoles. La imagen muestra las ruinas del fuerte.

Guiyasudin Tughlaq recompensó a aquellos que le habían ayudado a hacerse con el poder y castigó a los que habían sostenido a su enemigo Jusro Kan. Si bien redujo los tributos a los musulmanes, aumentó la de los hindúes, para dificultar que contasen con fondos suficientes para rebelarse contra él.
Hizo construir una ciudad a seis kilómetros al este de Delhi, Tughlakabad, que contaba con un fuerte y debía servir para proteger la capital de las acometidas mogolas.
En 1321, despachó a su primogénito Ulug Kan, luego llamado Muhammad ibn Tughlaq, a Deogir, a pillar los reinos hindúes de Arangal y Tilang (en el moderno estado indio de Telangana), aunque la incursión resultó un fracaso. Cuatro meses más tarde le envió un gran ejército a su hijo, para que volviese a intentar saquear los dos reinos. Esta vez Ulug Kan logró su objetivo: se apoderó de Arangal, que llamó Sultanpur, y envió el botín, que incluía el tesoro real, y cautivos a Delhi.
La nobleza musulmana de Lujnauti (Bengala) invitó a Guiyasudin Tughlaq a adueñarse de la región mediante el derrocamiento de Shamsudin Firoz Sha; lo atacó en 1324-1325, tras dejar  Delhi a cargo de Ulug Kan. La campaña en Bengala resultó victoriosa. Cuando volvía a Delhi acompañado por su hijo favorito Mahmud Kan desde Lajnauti, Ulug Kan se confabuló con el predicador sufí Nizamudin Auliya para matarlo haciendo pasar el magnicidio por accidente. El sultán había decidido desterrar a los dos confabulados de Delhi cuando volviese a la ciudad. El plan surtió efecto: tanto Guiyasudin Tughlaq como Mahmud Kan perecieron en el edificio de madera (kushk) sin cimientos, que se hundió mientras Ulug Kan presenciaba la escena. El parricida fue entronizado con el nombre de Muhammad ibn Tughluq y reinó el sultanato durante veintiséis años.

## Muhammad ibn Tughluq (r. 1325-1351 )

Expansión del sultanato de Delhi entre 1320 y 1330. Se observan además las dos capitales en tiempos de Muhammad ibn Tughluq.

Durante el reinado de Muhammad ibn Tughluq, el sultanato sometió temporalmente casi todo el subcontinente indio y alcanzó su máxima extensión. El sultán saqueó Malwa, Guyarat, Mahratta, Tilang, Kampila, Dhur-samundar, Mabar, Lajnauti, Chittagong, Sunarganw y Tirhut. Estas campañas resultaban onerosas, pese al botín que obtenía en cada incursión contra los reinos no musulmanes y a los rescates que obtenía a cambio de la liberación de cautivos. Tuvo dificultades para conservar las conquistas y tuvo que afrontar continuas rebeliones.
Aumentó los impuestos en las regiones que se habían negado hasta entonces a pagarlos. En la fértil zona del Ganges y del Yamuna, multiplicó los tributos por diez a los no musulmanes en algunas comarcas, y por veinte en otras. Además de los impuestos por la tierra, los no musulmanes debían entregar también parte de la cosecha al erario, en ocasiones la mitad o más. Ese gran aumento de los impuestos impelió a aldeas enteras de hindúes a abandonar sus tierras y refugiarse en la selva, negándose a trabajar y a cultivar. Muchos se dedicaron al bandidaje. Se desató una hambruna, que el sultán afrontó mediante una draconiana represión. Cruel y severo, la represión de Muhammad ibn Tughluq afectó tanto a la población no musulmana como a algunos grupos de musulmanes, como los chiitas, sufíes y qalandares.
Fundó una nueva ciudad llamada Yahanpana («Protección del Mundo»), que conectaba la vieja Delhi con Siri. Luego trasladó la capital del sultanato de Delhi a Deogiri, en el moderno estado de Maharashtra, a la que bautizó con el nombre de Daulatabad. Trasladó por la fuerza a la población de Delhi a la nueva capital, e hizo ajusticiar a los que se negaron a mudarse. El cambio resultó un fiasco: la zona de Daulatabad era árida y carecía de agua suficiente para abastecer a la población, por lo que la capital volvió a fijarse en Delhi. Parte de la población musulmana, sin embargo, permaneció en el Decán, acrecentando la proporción de musulmanes en la zona.
Las revueltas contra Muhammad ibn Tughlaq empezaron en el 1327 y no cesaron durante el resto de su reinado; a partir del 1335 el territorio del sultanato comenzó a menguar. El Imperio vijayanagara surgió en el sur de la India como reacción a las campañas del sultanato y eliminó la autoridad de este en la región. Kapaya Nayak de los Musunuri Nayak venció en el 1336 al ejército del sultanato y reconquistó Warangal. En 1338 el mismísimo sobrino del sultán se rebeló en Malwa; este lo apresó y lo despellejó vivo. Para 1339, el sultanato había perdido los territorios orientales y meridionales: en los primeros los propios gobernadores se habían alzado contra el sultán; en los segundos eran los reyes hindués los que habían acabado con su autoridad en la zona y se habían proclamado independientes. Muhammad ibn Tughlaq, sin medios ni apoyos, no pudo impedir la mengua del sultanato. En el 1347, el Sultanato bahmaní se independizó también y devino en rival musulmán en el Decán.

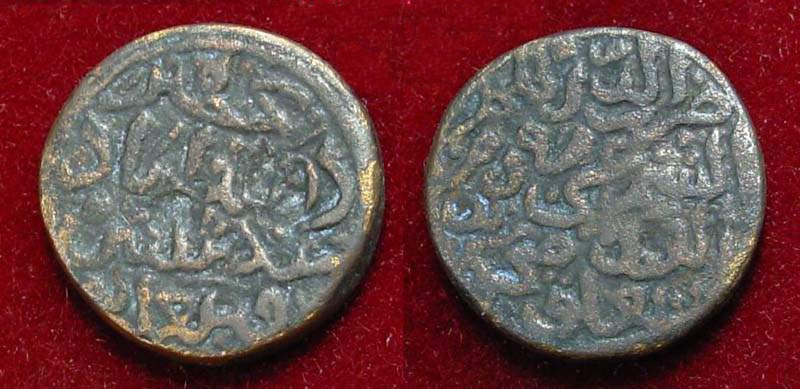
Moneda acuñada con metal de poco valor intrínseco de tiempos de Muhammad ibn Tughlaq, que sumió el sultanato en una grave crisis económica.

El sultán era un intelectual con grandes conocimientos coránicos, de jurisprudencia islámica, de poesía y otros saberes. Desconfiado de sus parientes y visires (ministros), era severísimo con sus adversarios. Algunas de sus medidas originaron una grave crisis económica. Sus campañas de expansión del sultanato acabaron con las reservas de metales preciosos, por lo que decidió acuñar moneda con otros metales de escaso valor, pero a las que dio el mismo que las de plata; la decisión facilitó la falsificación de moneda, pues la población disponía del mismo metal para acuñar. Ziauddin Barni, historiador de la corte, afirmó que los hogares hindúes falsificaban moneda de cobre en grandes cantidades para pagar los diversos impuestos. La medida de Ibn Tughlaq de acuñar en metal de escaso valor intrínseco resultó un fracaso que hundió la economía y desató una hambruna que duró casi una década. La población era renuente a trocar el oro y la plata que poseía por las nuevas monedas de estaño y cobre. El sultán hubo de retirar las nuevas monedas, comprando tanto las legítimas como las falsas, con gran coste para el erario.
Muhammad ibn Tughlaq planeó la conquista de Jorasán, Irak y China para someterlos al islam suní. Para la invasión de Jorasán, reunió trescientos mil jinetes, que mantuvo cerca de durante un año a costa del tesoro real. Además, pagaba a supuestos jorasaníes por la información que aportaban para facilitar la campaña. El segundo año de preparativos, empero, la hacienda real se encontró con que había gastado los fondos acumulados en las campañas indias y las provincias, empobrecidas, no podían sufragar el mantenimiento del ejército, cuyos soldados se negaron a seguir sirviendo sin paga. Para conquistar China, Ibn Tughlaq envió cien mil soldados allende el Himalaya. Los hindúes cerraron los puertos de montaña, cortando la retirada del ejército, que fue aniquilado en las montañas por el mal tiempo y la imposibilidad de comunicarse con el sultanato. Los escasos supervivientes que regresaron y dieron las malas nuevas fueron ajusticiados por orden del sultán.
Los ingresos del fisco del sultanato se hundieron. Para sufragar los gastos estatales, Ibn Tughlaq se limitó a aumentar notablemente los impuestos en los territorios aún bajo su autoridad, que no cesaban de menguar. Salvo durante las campañas, no pagaba a los funcionarios con fondos del tesoro real; Ibn Battuta indica que remuneraba a los soldados, jueces, consejero, visires, gobernadores y demás funcionarios concediéndoles el derecho de recaudar impuestos en los pueblos hindúes, de los que podían quedarse una parte. Los que no pagaban los impuestos eran perseguidos y ajusticiados. Muhammad ibn Tughlaq falleció en marzo del 1351, cuando perseguía a algunos rebeldes de Sind y Guyarat que se habían negado a tributar.
Los historiadores han intentado determinar las motivaciones detrás del comportamiento y las acciones de Muhammad bin Tughlaq. Algunos piensan que Tughlaq trataba de hacer cumplir la observancia y práctica islámica ortodoxa, promover la jihad en el sur de Asia como al-Mujahid fi sabilillah  ('guerrero por el Camino de Dios') bajo la influencia de Ibn Taymiyyah de Siria. Otros sugieren locura.
Para cuando murió, la autoridad del sultanato había quedado reducida a la cordillera de Vindhya.

## Feroz Sha Tughluq (r. 1351-1388)
Tras la muerte de Muhammad ibn Tughluq, un pariente, Mahmud ibn Muhammad, ostentó brevemente el poder, durante menos de un mes. Después pasó un sobrino del difunto, Firuz Sha Tughlaq, que contaba por entonces cuarenta y cinco años. Reinó durante los siguientes treinta y siete años. Firuz Sha era, como su abuelo, de ascendencia turco-india. Su padre, Sipa Rayab, era turco y se había enamorado de una princesa hindú, de nombre Naila, que al principio se negó a casarse con él, con el apoyo de su padre. Ibn Tughlaq y Sipa Rayab enviaron un ejército contra el renuente suegro, exigiéndole que pagase un año de impuestos por adelantado, amenazándolo con apoderarse de sus propiedades y de las de los Dipalpur si no lo hacía. Como el reino sufría por entonces una hambruna, no contaba con fondos para pagar lo que se le exigía, por lo que la princesa se avino a desposar a Firuz Sha a cambio del perdón del tributo, trato que Sipa Rayab y el sultán aceptaron. Firoz Sha fue el primer hijo del matrimonio.
El historiador cortesano Ziauddin Barni, que estuvo en Delhi en tiempos de Ibn Tughlaq y durante los seis primeros años de reinado de Firoz Sha Tughlaq, afirma que este mandó ejecutar a los que habían servido a Ibn Tughlaq. Indica asimismo que permitió que los soldados musulmanes cobrasen impuestos a los pueblos hindúes sin tener por ello que participar en campañas, como había sido menester en los reinados anteriores. Otros historiadores de la corte mencionan diversas conjuras e intentos de asesinar al sultán, en los que participaron entre otros un sobrino suyo y una hija de Ibn Tughlaq.
Firoz Sha Tughlaq trató de recobrar los territorios perdidos en el anterior reinado y disputó una guerra de once meses con Bengala durante 1359, sin lograr conquistarla. Su ejército carecía de buenos jefes.

## Arquitectura tughlaq
Bajo la dinastía tughlaq (1321-1413), que pudo extender temporalmente la esfera de influencia del sultanato de Delhi hacia el sur y el este de la India, todos los edificios adquirieron características más austeras, similares a las de una fortaleza. Los elementos decorativos de influencia hindú desaparecieron casi por completo durante el período tughlaq. Sin embargo, ciertas características estructurales como los interiores estrechos de tipo cueva, los dinteles horizontales, las ménsulas y las construcciones de techos divididos en campos revelan que se siguieron utilizando artesanos hindúes para trabajos de construcción.
La tumba de Shah Rukn-e-Alam (construida entre 1320 y 1324) en Multán (Pakistán), fue su primer monumento importante. Es un gran mausoleo octogonal construido en ladrillo con decoración vidriada policromada y el uso de madera en el interior que sigue estando mucho más cerca de los estilos de Irán y Afganistán. Fue construido para un valí y no para un sultán, y como la mayoría de las tumbas tughlaq es mucho menos exuberante. La tumba del fundador de la dinastía, Ghiyath al-Din Tughluq (m. 1325) es aún más austera, pero impresionante; como un templo hindú, está rematado con un pequeño amalaka y un fastigio redondo como un kalasha. A diferencia de los edificios mencionados anteriormente, carece por completo de textos tallados y se asienta en un recinto con altos muros y almenas. Ambas tumbas tienen paredes externas ligeramente inclinadas hacia adentro, de 25° en la tumba de Delhi, como muchas fortificaciones, incluido el fuerte en ruinas de Tughlaqabad frente a la tumba, destinado a ser la nueva capital.
Los tughlaq tenían un cuerpo de arquitectos y constructores gubernamentales, y en éste y otros cargos emplearon a muchos hindúes. Dejaron muchos edificios y un estilo dinástico estandarizado. Se dice que el tercer sultán, Firuz Shah (r. 1351-1388), que fue el gobernante que más reinó y el mayor constructor de la dinastía, diseñaba él mismo los edificios. Su complejo del palacio Firoz Shah (iniciado en 1354) en Hisar, Haryana es ahora una ruina, aunque algunas partes están en buenas condiciones. Algunos edificios de su reinado adoptan formas que eran raras o desconocidas en los edificios islámicos. Fue enterrado en el gran Complejo Hauz Khas en Delhi, con muchos otros edificios de su época y del Sultanato posterior, incluidos varios pequeños pabellones con cúpulas sostenidos únicamente por columnas.
Las edificios para las nuevas mezquitas importantes se construyeron principalmente durante el reinado de Firuz Shah. La mezquita Begumpur, en Delhi, representa el estilo del período tughlaq. Con su patio rectangular rodeado de arcadas, está clasificada estructuralmente como una típica mezquita con patio indoislámico. En el lado oeste, frente a La Meca, se encuentra la maqsurah, diseñada como una arcada, cuyo arco central forma un portal saliente y dominante (pishtaq), que se eleva tan alto que la cúpula detrás de él permanece invisible. El arco del pishtaq tiene un profundo vano, creando un nicho arqueado muy hundido (iwan o liwan). Un arco mucho más pequeño en la pared trasera del iwán forma el portal real. Aquí se evidencian influencias de la arquitectura de Asia Central. A ambos lados del pishtaq hay dos minaretes que, como sus predecesores, se estrechan hasta formar un cono. Los arcos apuntados de las arcadas del patio (riwaq) son más planos que los arcos apuntados y de quilla habituales anteriormente (se parecen a los arcos Tudor de la arquitectura europea). La mezquita Khirki (1351-1354) de Delhi, por otro lado, rompe con la estructura tradicional de la mezquita con patio, ya que está dividida en cuatro secciones de edificios cubiertos, cada una de las cuales tiene su propio patio. Su aspecto exterior de ciudadela se debe a las enormes torres de las esquinas, la alta subestructura y los muros de piedra de mampostería en gran parte sin adornos, que originalmente estaban enlucidos.
Después de la muerte de Firoz, los tughlaq declinaron y las siguientes dinastías de Delhi fueron débiles. Aunque la arquitectura representativa de Delhi quedó temporalmente paralizada tras la conquista y el saqueo de la ciudad por parte del conquistador mongol Timur en 1398, para entonces, la arquitectura islámica ya había adoptado algunas características de la arquitectura india anterior, como el uso de un pedestal alto, y, a menudo, molduras alrededor de sus bordes, así como columnas, ménsulas y salas hipóstilas.  La mayoría de los edificios monumentales construidos fueron tumbas.
El estilo de mezquita establecido por la mezquita de Begumpur encontró una continuación monumental en Jaunpur (Uttar Pradesh, norte de la India) como el llamado estilo provincial. La mezquita de Atala, construida a principios del siglo XV, y la mezquita del Viernes (Jama Masjid), de mayor tamaño, construida alrededor de 1470, se caracterizan por un pishtaq particularmente alto, con paredes ligeramente inclinadas, que es más del doble de alto que la maqsurah. Oculta por completo la cúpula que hay detrás. Hileras de arcos atraviesan la pared trasera de varios pisos del iwan. Las consolas en voladizo de las arcadas del patio con techo plano, así como la decoración escultórica de la fachada, sugieren influencias hindúes.
Los impresionantes jardines de Lodi en Delhi (adornados con fuentes, jardines chahar rbagh, estanques, tumbas y mezquitas) fueron construidos a finales de la dinastía. La arquitectura de otros estados musulmanes regionales fue a menudo más impresionante.
- Mezquitas del periodo tughlaq
- Frente de la mezquita Adhai Din Ka Jhonpra, Ajmer, c. 1229; arcos ménsulas, algunos rematados.
- Entrada principal meridional de la mezquita Khirki de Delhi (1351-1354).
- La mezquita Begumpur (ca. 1375-1380), en Delhi, representativa del estilo del período tughlaq
- La mezquita Atala (terminada en 1408), con su alto pishtaq que cubre la cúpula detrás de ella, representa el estilo provincial de Jaunpur (Uttar Pradesh, norte de la India), desarrollado a partir del estilo tughlaq.
- Fachada principal con arcadas de la  mezquita del Viernes en Jaunpur (finalizada en 1470)

- Tughlaqabad Fort, Tughlaqabad, Delhi
- Pabellones en el complejo Hauz Khas, Delhi
- Palacio de Feroz Shah Kotla, tapado por el pilar Delhi-Topra de Ashoka (izqda.) y la mezquita Jamia (dcha.)
- Hipotética reconstrucción de Feroz Shah Kotla